# Love, War, and the Ghost of Whitey Ford
 (janvier 2021).
Si vous disposez d'ouvrages ou d'articles de référence ou si vous connaissez des sites web de qualité traitant du thème abordé ici, merci de compléter l'article en donnant les références utiles à sa vérifiabilité et en les liant à la section « Notes et références ».
Albums de Everlast
White Trash Beautiful
(2004) Songs of the Ungrateful Living'
(2011)
Singles
1. Letters Home from the Garden of Stone
Sortie : 2008
2. Folsom Prison Blues
Sortie : 2008
3. Stone in My Hand
Sortie : 2008

Love, War and the Ghost of Whitey Ford est le cinquième album d'Everlast dont les singles Folsom Prison Blues (une reprise d'une chanson de Johnny Cash), Stone in My Hand et Letters Home from the Garden of Stone sont extraits.

## Pistes de l'album
| No  | Titre                                 | Durée |
| --- | ------------------------------------- | ----- |
| 1.  | Kill The Emperor                      | 3:24  |
| 2.  | Folsom Prison Blues                   | 3:27  |
| 3.  | Stone in My Hand                      | 3:33  |
| 4.  | Anyone                                | 4:13  |
| 5.  | Die in Yer' Arms                      | 3:40  |
| 6.  | Friend                                | 3:24  |
| 7.  | Everyone                              | 5:38  |
| 8.  | Naked                                 | 4:04  |
| 9.  | Stay                                  | 4:58  |
| 10. | Letters Home from the Garden of Stone | 4:07  |
| 11. | Tuesday Morning                       | 3:59  |
| 12. | Throw a Stone                         | 0:29  |
| 13. | Weakness                              | 5:07  |
| 14. | Dirty                                 | 3:53  |
| 15. | The Ocean                             | 3:44  |
| 16. | Let It Go                             | 4:30  |
| 17. | Saving Grace (Piste bonus)            | 3:06  |
| 18. | My Medicine (Piste bonus)             | 3:13  |
| 19. | Maybe (Piste bonus)                   | 3:13  |

### Remarques
"Folsom Prison Blues" est une reprise de "Folsom Prison Blues" écrite et interprétée par Johnny Cash de l'album de 1957 With His Hot and Blue Guitar .